# Prix Vauban
Pour les articles homonymes, voir Vauban (homonymie).
Le prix Vauban est un prix décerné par l'association des auditeurs et participants de l'IHEDN (Institut des hautes études de Défense nationale) depuis 1973. Il est attribué chaque année pour récompenser une œuvre, littéraire ou autre, ayant contribué à la promotion, à l'illustration ou au développement de la Défense, notamment dans les domaines militaire, économique, scientifique, diplomatique ou politique.

## Liste des lauréats
- Jean-François Deniau pour l'ensemble de son œuvre
- Patrice Gélinet pour Le Grand Débat et l'ensemble de son œuvre
- Pierre Papon pour son ouvrage Le sixième continent - géopolitique des océans
- Pierre Schoendoerffer pour l'ensemble de son œuvre littéraire et cinématographique
- Emmanuel Hublot pour Valmy, ou la défense de la Nation par les armes.
- Eric de La Maisonneuve, Le Métier de soldat, Economica, 2002.
- l'Établissement cinématographique des armées (ECPAD) pour l'œuvre audiovisuelle sur l'action des gendarmes au Kosovo Des bleus au Kosovo (2001)
- Emmanuel de Richoufftz, pour son ouvrage Pour qui meurt-on ? (2000)
- Jean Delaunay (Général), pour La foudre et le cancer : face à l'atome et à la subversion la guerre se gagne en temps de paix
- Vincent Desportes pour Comprendre la guerre
- Le service de santé des armées pour le musée aménagé au Val de Grâce
- Gérard Chaliand pour l'ensemble de son œuvre (2009)
- Bruno Tertrais pour l'ensemble de son œuvre (2010)
- Philippe Wodka-Gallien - Institut français d'analyse stratégique (2015) pour son livre Essai Nucléaire - La force de frappe française au XXIe siècle : défis, ambitions et stratégie.